# Queda do mercado de ações em 2025
No inicio de 2 de abril de 2025, os mercados de ações globais começaram a sofrer uma crise econômica significativa, resultante de tarifas e guerras comerciais iniciadas pelo presidente dos Estados Unidos, Donald Trump. No mesmo dia, Donald Trump durante o "Dia da Libertação", havia anunciando tarifas abrangentes que afetam quase todos os aspectos da economia dos EUA. Ele aceitou as alegações de que estava intencionalmente tentando causar uma queda nas ações, o que aumentou as tensões econômicas com os aliados, bem como a possibilidade de uma guerra comercial global e recessão. Os mercados de ações globais, incluindo os dos Estados Unidos após o "Dia da Libertação", passaram por vendas de pânico. É atualmente o maior declínio no mercado de ações global desde a quebra do mercado de ações de 2020, causada pela pandemia de COVID-19.
No início do segundo mandato de Donald Trump, ele tomou posse com um mercado de ações doméstico particularmente forte. Embora isso tenha se mantido por um período de algumas semanas após sua posse, o governo Trump começou a elaborar e anunciar políticas comerciais cada vez mais agressivas, numa tentativa de praticar o protecionismo e a pressão econômica, incluindo o aumento de guerras comerciais anteriores, o início de novas guerras comerciais, tarifas pesadas e o aumento das tensões com aliados; mais proeminentemente, o Canadá. À medida que a administração continuou a praticar estas políticas, os mercados começaram a sofrer turbulência contínua, volatilidade e incerteza geral.

## Tarifas Alfandegárias

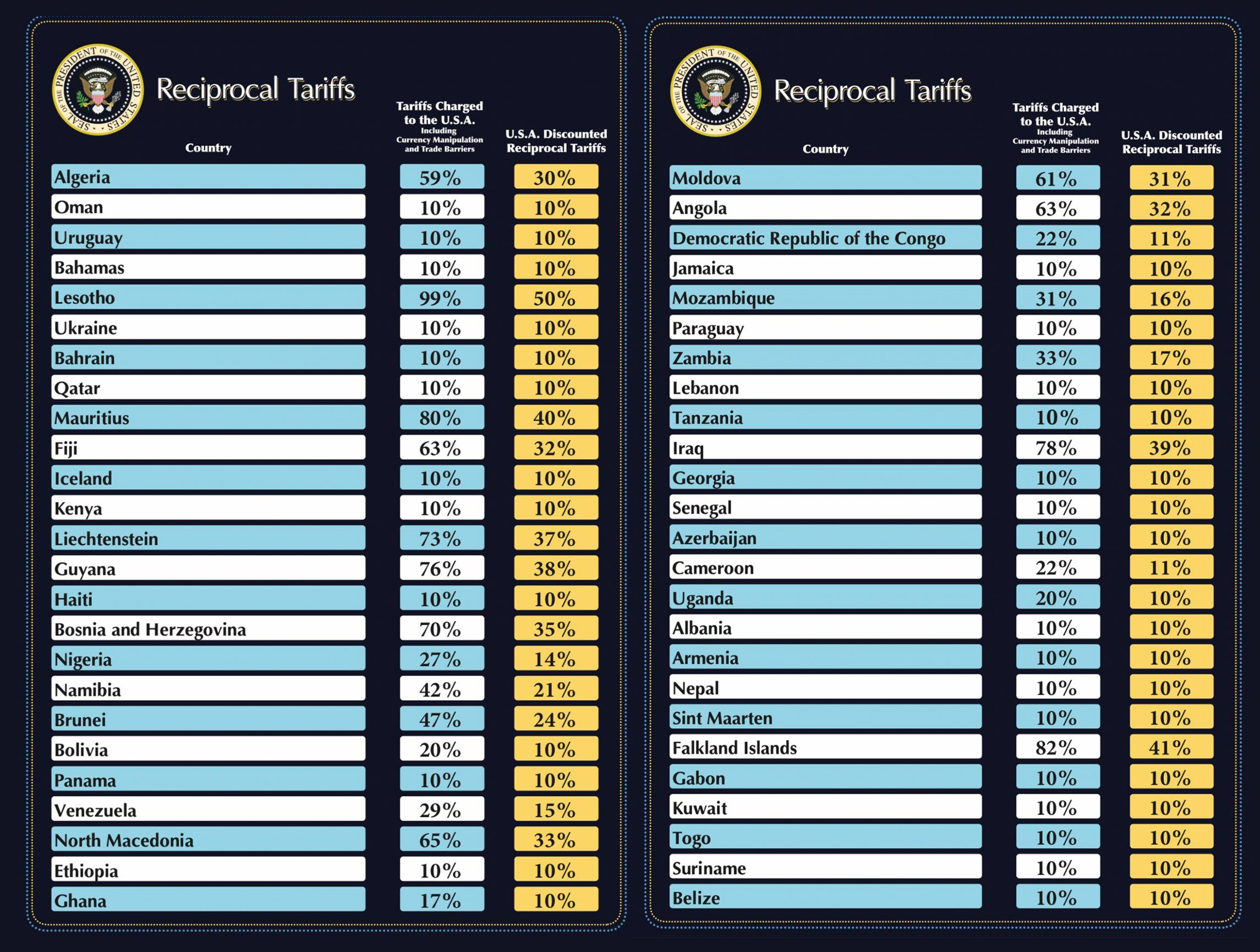
Algumas das tarifas introduzidas em 2 de abril de 2025. Note-se que os cálculos efetuados para “Tarifas cobradas aos EUA” são baseados em défices comerciais, não em tarifas ou taxas impostas pelos países.

Desde o início do seu segundo mandato, Donald Trump tem seguido uma política de autonomia económica e protecionismo económico, numa tentativa de incentivar o crescimento da indústria nacional e reduzir o défice comercial dos EUA. Incentivada pelo chefe do Departamento do Tesouro, o secretário Scott Bessent, a administração Trump começou a usar tarifas para incentivar os países a comprar e investir em produtos e indústrias americanas. Isto começou com o aumento das tensões com a guerra comercial entre os EUA e a China, já em curso, através da introdução de taxas tarifárias mais elevadas, e deu início à guerra comercial entre os EUA e o México-Canadá com novas tarifas sobre as importações mexicanas e canadianas. Estas tensões começaram a criar uma instabilidade no mercado de ações e a suscitar receios de uma possível recessão. Em fevereiro de 2025, o mercado de ações começou a sofrer um declínio continuo.
Em 21 de março de 2025, Trump anunciou o "Dia da Libertação", um evento em que ele anunciaria tarifas em larga escala para países com défice comercial. Embora não tenham sido fornecidos detalhes além da promessa de tarifas maiores, os temores de uma guerra comercial maior começaram a criar mais volatilidade no mercado. Antes do anúncio, o S&P 500 caiu 10,1% até 13 de março daquele ano, após seu pico de fevereiro. Donald Trump anunciou que o Dia da Libertação ocorreria em 2 de abril, porque ele "não queria que fosse o Dia da Mentira, porque então ninguém acreditaria no que eu dissesse", e que naquele dia, ele introduziria tarifas mundiais. Embora o presidente normalmente só esteja autorizado a impor uma tarifa de 25% a uma nação antes de ter de recorrer ao Congresso, Donald Trump impôs essas tarifas ao declarar que o défice comercial actual dos Estados Unidos era uma emergência nacional. Antes de sua introdução, as novas tarifas foram consideradas incrivelmente abrangentes, incluindo, mas não se limitando a: uma tarifa de "base" de 10% imposta a todas as importações, (exceto alguns recursos naturais de ilhas desabitadas), uma taxa de 52% para a China, uma taxa de 20% para a União Europeia, 46% para o Vietnã, 36% para a Tailândia, 24% para o Japão, 49% para o Camboja e 32% para Taiwan.
No mesmo dia do "Dia da Libertação", a China anunciou tarifas retaliatórias de 34% contra os Estados Unidos, como resposta às tarifas impostas a eles, a partir de 10 de abril. Donald Trump respondeu a retaliação no Truth Social proclamando "A China agiu mal, eles entraram em pânico - a única coisa que não podem fazer!", sugerindo que as tarifas sobre a China não seriam levantadas, levando eventualmente a outra queda nas ações. Embora o protecionismo económico tenha se tornado cada vez mais popular entre os americanos na última década, as tarifas abrangentes enfrentaram imediatamente uma forte reação de muitos americanos, incluindo protecionistas, tanto funcionários do Partido Republicano como do Partido Democrata, e economistas citando-o como um abuso de poder, uma extensão excessiva da política económica, um "cenário pior do que o pior" para os mercados dos EUA ou um potencial evento de "Segunda-feira Negra". As tarifas também precipitaram preocupações entre os líderes mundiais.

## Queda inicial
Na abertura do mercado em 3 de abril, o Nasdaq perdeu 1.600 pontos, a pior queda desde o início da pandemia de COVID-19. O S&P 500 perdeu 6,65% de seu valor em 3 de abril, quase iniciando uma restrição de negociação (que começa em 7%). No dia seguinte, 4 de abril, a China impôs uma tarifa retaliatórias de 34%, causando um efeito domino, com o índice Dow Jones perdendo mais 2.200 pontos, S&P 500 perdendo 6% novamente, e com o Nasdaq perdendo 5,8%, causando uma tendência global de baixa no mercado de ações. Em dois dias, o índice Dow Jones perdeu mais de 4.000 pontos (9,48%), o S&P perdeu 10% e o Nasdaq perdeu 11% no total. A volatilidade do mercado começou a disparar, atingindo mais do dobro da sua percentagem anterior, atingindo níveis semelhantes ao da pandemia da COVID-19
O Nikkei do Japão caiu quase 8%, desencadeando uma restrição comercial junto de um fechamento antecipado do mercado. O TSX canadense caiu 4,8% em um dia, enquanto a volatilidade do mercado VIX duplicou, disparando para acima de metade dos níveis atingidos durante a pandemia, gerando um risco acrescido de recessão, e a possibilidade de retaliação económica agravaram os efeitos.
Entre 3 e 4 de abril foi a primeira vez na história americana que o índice Dow Jones caiu mais de 1,5 mil pontos em dias consecutivos. O período de dois dias também foi classificado como o pior da historia para o S&P 500. Até 4 de abril, o mercado de ações dos Estados Unidos perdeu quase 5 biliões de dólares. Além disso, os preços do petróleo registaram uma queda de 7% até 4 de abril, o valor mais baixo desde 2021. No momento da abertura do mercado em 7 de abril, as ações caíram ainda mais. As perdas dos três dias até o o momento foram as piores desde a Segunda-Feira Negra.

### Alterações no índice
| Data             | 3 de abril | 3 de abril         | 4 de abril | 4 de abril         |
| Data             | Fechamento | Variação           | Fechamento | Variação           |
| ---------------- | ---------- | ------------------ | ---------- | ------------------ |
| Índice Dow Jones | 40.545,93  | −1.679,39 (−3,98%) | 38.314,86  | −2.231,07 (−5,50%) |
| Nasdaq           | 16.550,60  | −1.050,44 (−5,97%) | 15.587,79  | −962,82 (−5,82%)   |
| Índice S&P 500   | 5.396,52   | -274,45 (-4,84%)   | 5.074,08   | −322,44 (−5,97%)   |
| Russel 2000      | 1.910,55   | −134,82 (−6,59%)   | 1.830,26   | -80,29 (-4,20%)    |

## Reações

### Estados Unidos
Depois de o mercado de ações ter perdido um valor significativo, o presidente Donald Trump  fez um discurso em 3 de abril, a respeito de suas tarifas, comentando que os eventos estavam "indo muito bem", pois os "mercados vão prosperar, as ações vão prosperar, o país vai prosperar". No dia seguinte, Trump dirigiu-se aos investidores, declarando nas redes sociais: "as minhas políticas nunca mudarão. Este é um ótimo momento para ficar rico, mais rico do que nunca!!!" O Secretário do Tesouro Scott Bessent comentou a 6 de Abril: "Não vejo razão para ter que incluir no preço das medidas uma recessão".
Apesar da insistência de Trump, o presidente da Reserva Federal, Jerome Powell, recusou-se a emitir cortes de emergência para baixar as taxas de juro.

### Internacional

#### Alemanha
Em resposta às tarifas, a maioria dos países optou por denunciá-las, como a Alemanha, cujo chanceler Olaf Scholz declarou: "Este é um ataque a uma ordem comercial [...] que é essencialmente o resultado dos esforços americanos".

#### Austrália
O primeiro-ministro da Austrália, Anthony Albanese, reagiu às tarifas sobre a Ilha Heard e as Ilhas McDonald, dizendo: "Isto apenas mostra e exemplifica o fato de que nenhum lugar na Terra está a salvo disto". Em 7 de abril, as ações australianas começaram a cair substancialmente.